# Alex Au
Alex Au Waipang (chinesisch 區偉鵬, Pinyin Ōu Wěi Péng; * 1952 in Singapur), auch bekannt unter seinem Internet-Pseudonym als Yawning Bread (dt.: gähnendes Brot), ist ein Vorkämpfer für die LGBT+-Rechte und die Rechte von Wanderarbeitern in Singapur.

## Herkunft und Ausbildung
Alex Au, dessen Familie aus Guangzhou (Kanton) stammt, wurde 1952 in Singapur geboren. Er besuchte dort die Anglo-Chinese School und erwarb seinen Hochschulabschluss an der National University of Singapore.

## LGBT+-Aktivismus
Nach seinem Abschluss arbeitete er in leitenden Position in einem multinationalen Unternehmen in Großbritannien, bevor er sich als Inhaber mehrerer Geschäfte für die schwule Community und als freiberuflicher Schriftsteller selbstständig machte. Da in den 1990er Jahren in den traditionellen Medien Themen wie Homosexualität nicht behandelt werden konnten und es Gesetze gab, die die Befürwortung von Homosexualität mit Strafen bedrohte, brachte Au seinen Blog Yawning Bread heraus. Zusammen mit Joseph Lo und Russell Heng gründete er Singapurs wichtigste Lobbygruppe für die Gleichstellung von Homosexuellen People Like Us. Außerdem war er Gründer und Inhaber der Singapore Gay News List (SiGNeL), des ersten Diskussionsforums für die schwule Gemeinschaft Singapurs.
Im Juli 2003 wurde Au vom inzwischen eingestellten Fernsehsender Channel i als Schwulenaktivist bekannt gemacht. Er wurde um seine Meinung gebeten, nachdem Premierminister Goh Chok Tong (1990 bis 2004) kurz zuvor angekündigt hatte, dass die Einstellung von Homosexuellen im öffentlichen Dienst künftig liberalisiert werden soll. Im Vorfeld der Parlamentswahlen 2006 berichtete Au ausführlich über die Kundgebungen der Oppositionsparteien, die von großen Menschenmengen besucht wurden. Au organisierte 2005 mit People Like Us und führenden Vertretern der lokalen schwulen Kunstszene unter der Überschrift IndigNation Singapurs ersten Gay Pride Month und 2006 Short Circuit, Singapurs erstes Gay-Film-Festival.
Im Juli 2012 forderte die singapurische Generalstaatsanwaltschaft Au schriftlich auf, einen Beitrag in seinem Blog Yawning Bread, in dem er die Judikative für ihre Nachgiebigkeit gegenüber der Exekutive kritisiert hatte, zu löschen und sich dafür zu entschuldigen. Au entfernte den Beitrag umgehend. Im Oktober 2014 forderte Tai Wei Shyong, Senior State Counsel im Auftrag des Generalstaatsanwalts, den Obersten Gerichtshof auf, Au wegen zweier Yawning-Bread-Artikel wegen Missachtung des Gerichts zu verurteilen, da diese den Anschein erweckten, dass es in der Justiz Singapurs eine „systemische Voreingenommenheit“ gegenüber Homosexuellen gäbe. Aus Anwälte, Peter Low und Choo Zheng Xi, warfen dem Generalstaatsanwalt vor, „schießwütig“ zu sein und ihren Mandanten aufgrund von „Unterstellungen und Andeutungen“ vor Gericht zu bringen. Am 22. Januar 2015 wurde Au in Bezug auf einen seiner beiden „Yawning Bread“-Artikel wegen Missachtung des Gerichts in Singapur für schuldig befunden, vom zweiten Vorwurf jedoch freigesprochen. Das Berufungsgericht wies seine Berufung am 1. Dezember 2015 zurück.
Er war der Besitzer von „Rairua“, Singapurs erstem schwulen Badehaus.

## Engagement für Wanderarbeiter
Seit Ende der 2010er Jahre wurde Au Waipang auch als Vertreter von Transient Workers Count Too (TWC2) bekannt. Im Juni 2022 gab es in Singapur 943.000 Niedriglohn-Wanderarbeiter. Viele von ihnen arbeiten im Baugewerbe oder in Privathaushalten, sie leiden unter gesundheitsbelastenden Arbeitsbedingungen und mangelhaftem Arbeitsschutz, unter Diskriminierungen und belastenden wirtschaftlichen Verhältnissen und Verschuldung. TWC2 leistet Aufklärungsarbeit und Hilfe für Arbeitnehmer in konkreten Schwierigkeiten.

## Auszeichnungen
- 2002 Utopia-Preis für herausragende Beiträge zur Förderung der Gleichstellung von Homosexuellen in Asien[21]
- 2022 Deutsch-Französischer Preis für Menschenrechte und Rechtsstaatlichkeit[20]

## Veröffentlichungen
- mit Yi Sheng Ng: People Like Us: Sexual Minorities in Singapore. Oogachaga Counseling & Support, 2006, ISBN 978-981-05-6205-2.
- L'Homophobie, im Original auf Französisch